# Father of Invention
Pour plus de détails, voir Fiche technique et Distribution.
Father of Invention est un film de comédie dramatique américaine réalisé par Trent Cooper en 2010, avec Kevin Spacey, Camilla Belle et Johnny Knoxville.

## Synopsis
Un homme, devenu milliardaire grâce à ses inventions, se retrouve du jour au lendemain en prison...

## Fiche technique
- Titre original : Father of Invention
- Titre français : Détestable papa
- Réalisation : Trent Cooper
- Scénario : Trent Cooper
- Musique : DeVotchKa
- Photographie : Steve Yedlin
- Montage : Heather Pearsons

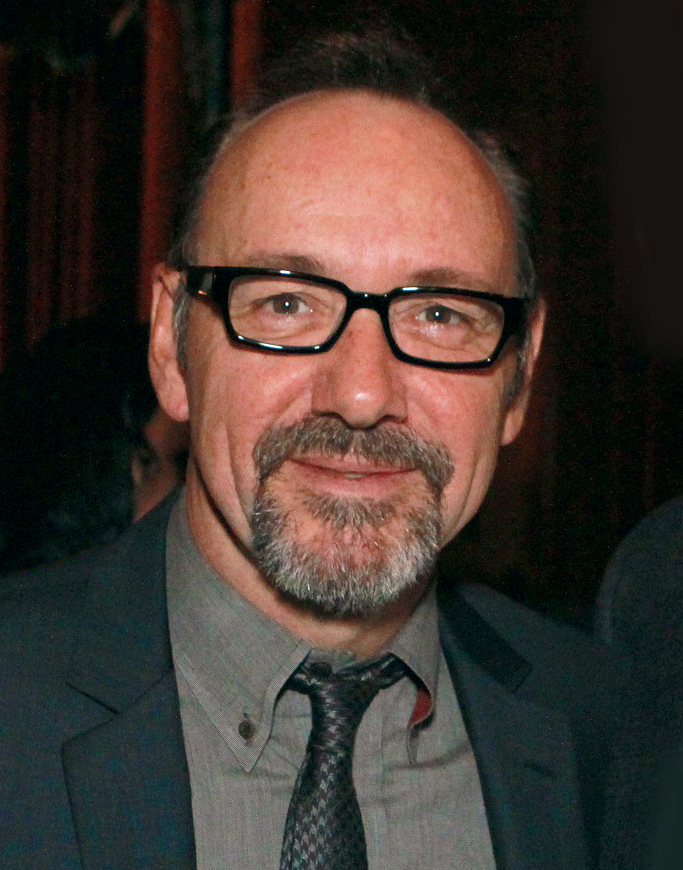
L'acteur principal Kevin Spacey, l'année de sortie du film.

- Production :Kevin Spacey, Ken Barbet, Dana Brunetti, Kia Jam
- Société de production : Trigger Street Productions
- Distribution : Metropolitan FilmExport
- Langue : anglais
- Durée : 120 minutes
- Genre : Comédie dramatique
- Date de sortie : 2010

## Distribution
- Kevin Spacey : Robert AXLE

- Camilla Belle : Claire AXLE

- Heather Graham : Phoebe

- Johnny Knoxville : Troy Coangelo

- Craig Robinson : Jerry King

- Virginia Madsen : Lorraine